# Débat de quatre-sept
Le Débat de quatre-sept (hangeul : 사단칠정논쟁 ; hanja : 四七論爭) est l'une des controverses majeure du néoconfucianisme coréen. Il oppose lors de la période Joseon les deux lettrés Yi Hwang et Tae-sŭng Ki (ko). 
Alors que Mencius affirme que la vertu chez l'être humain repose sur quatre aspects, ou quatre « racines » selon l'image botanique qu'il utilise dans ses écrits, le Zhong Yong liste lui sept émotions primaires. Le débat porte sur la manière d'articuler ces quatre racines, et ces sept émotions primaires.